# آب‌انبار جمشیدی
آب‌انبار جمشیدی مربوط به دوره قاجار است و در شهرستان یزد، بخش مرکزی، شهر شاهدیه، انتهای خیابان نصرت آباد، نزدیک جاده کمربندی واقع شده و این اثر در تاریخ ۱۵ دی ۱۳۸۷ با شمارهٔ ثبت ۲۴۳۶۵ به‌عنوان یکی از آثار ملی ایران به ثبت رسیده است.